# Tarzan Toma
Tarzan Toma, eigentlich Toma Valcis (auch Tamer Balcı; * 12. Februar 1917 auf Heybeliada; † 10. April 1993), war ein türkischer Sportler und Schauspieler griechischer Herkunft. Den Beinamen Tarzan Toma („Toma, der Tarzan“) erhielt er 1952 durch seine Hauptrolle in der türkischen, nicht lizenzierten Tarzan-Verfilmung Tarzan İstanbul’da.

## Leben
Sein Vater war der Händler Manol Balcı. Toma schaffte mit Mühe das Griechische Gymnasium Yüksek Kaldırım Lisesi. Mit einer Körpergröße von ca. 1,90 m war er ein Modellathlet. Er war ein Beau, schwamm, segelte und ruderte. Mehrmals gewann er Anfang der 1930er Jahre den Inselwettbewerb im Rudern. İsmet Pascha persönlich verlieh ihm dafür eine Medaille. Am 20. April 1940 stellte er mit 34,86 m den türkischen Rekord im Hammerwurf ein.
Während seines dreijährigen Militärdienstes galt er wegen seiner griechischen Herkunft als „vorbelastet“. Es war die Zeit der Türkisierung von Minderheiten und der Nationalisierung ihres Vermögens (vgl. Varlık Vergisi). Beim Militär nahm Toma den Hammerwurf ernsthaft auf. Er sollte den türkischen Rekord noch mehrfach brechen und gewann zahlreiche Wettbewerbe. 1950 bereiteten ihm nach seiner Rückkehr von einem Wettbewerb in Pakistan 40.000 Menschen einen begeisterten Empfang. Die größte Weite im Hammerwurf erzielte er 1951 in Athen mit 52,13 m. Man nannte ihn Millî Atlet, „Nationaler Athlet“. Im Hammerwurf wurde er 15-mal türkischer Meister.
Noch während des Militärdienstes erhielt Toma ein erstes Rollenangebot für die Hauptrolle in einer Verfilmung von İnce Mehmet durch Faruk Kenç. Aufgrund des Militärdienstes musste er jedoch ablehnen. Seine erste Rolle erhielt er 1951 als Double beim Dreh von Der Fall Cicero. Dieser Film brachte ihn erstmals in Kontakt zu Yeşilçam. Später sollte er auch noch Errol Flynn doubeln.
Seine bekannteste Rolle war ihm auf den Leib geschneidert. Es war die Hauptrolle als Tarzan in Tarzan İstanbul’da. Darin besteht Tarzan allerlei Abenteuer und kommt schließlich nach Istanbul. Für den Film gab es allerdings zwei Probleme. Das erste Problem war seine griechische Identität, die man glaubte, den Zuschauern nicht zumuten zu können. Daher nannte man ihn Tamer Balcı. Das zweite Problem war seine üppige Körperbehaarung. Für die Haarentfernung musste er sich 1,5 Monate lang der Prozedur des Ağda unterziehen, was ihm gutmütigen Spott seiner Freunde einbrachte.

## Filmografie
- 1951: Ali ile Veli
- 1952: Tarzan İstanbul’da
- 1952: Çakırcalı Mehmet Efe’nin Definesi
- 1953: Köroğlu -Türkan Sultan
- 1954: Beyaz Cehennem
- 1954: Meyhane Köşeleri
- 1954: Nasreddin Hoca Ve Timurlenk
- 1954: Şarlo İstanbul’da
- 1955: Kanlarıyla Ödediler
- 1961: Sepetçioğlu
- 1962: Dağlar Bulutlu Efem
- 1963: Dağlar Kralı
- 1964: Çöl Kanunu
- 1967: Aslan Yürekli Kabadayı
- 1970: Şampiyon
- 1972: Kader Yolcuları
- 1973: Mahpus
- 1975: Babacan
- 1976: Hınç
- 1976: Sahte Kabadayı